# Rathymotheriidae
La Rathymotheriidae è una famiglia estinta di mammiferi placentati, appartenente ai Pilosa, specificamente al sottordine dei Folivora (bradipi terricoli sudamericani). La famiglia è conosciuta solo da resti fossili ritrovati in Sud America.

## Descrizione
I membri della famiglia Rathymotheriidae erano erbivori terrestri, specializzati nel consumo di materiale vegetale. Le loro caratteristiche morfologiche sono state ricostruite tramite analisi dei resti fossili, ma i dati disponibili sono limitati a pochi suoi rappresentanti.

## Classificazione
La famiglia Rathymotheriidae viene inserita nella superfamiglia dei Mylodontidae.
Le viene attribuito principalmente il genere †Rathymotherium (Ameghino, 1904).

### Generi noti
- †Rathymotherium

## Distribuzione e periodo
I fossili attribuiti ai Rathymotheriidae sono stati rinvenuti in Sud America e risalgono al Paleogene, probabilmente tra il Paleocene e l’Eocene.

## Importanza paleontologica
Lo studio dei Rathymotheriidae aiuta a comprendere l’evoluzione e la diversificazione dei bradipi terricoli sudamericani nel Cenozoico.